# Штадтхаген
Штадтхаген (нем. Stadthagen) — город в Германии, районный центр, расположен в земле Нижняя Саксония.
Входит в состав района Шаумбург. Население составляет 22 272 человека (на 31 декабря 2010 года). Занимает площадь 60,27 км². Официальный код — 03 2 57 035.
| Год  | Население |
| ---- | --------- |
| 1990 | 22 469    |
| 1995 | 23 291    |
| 2000 | 23 829    |
| 2005 | 23 157    |
| 2010 | 22 344    |

## Фотографии

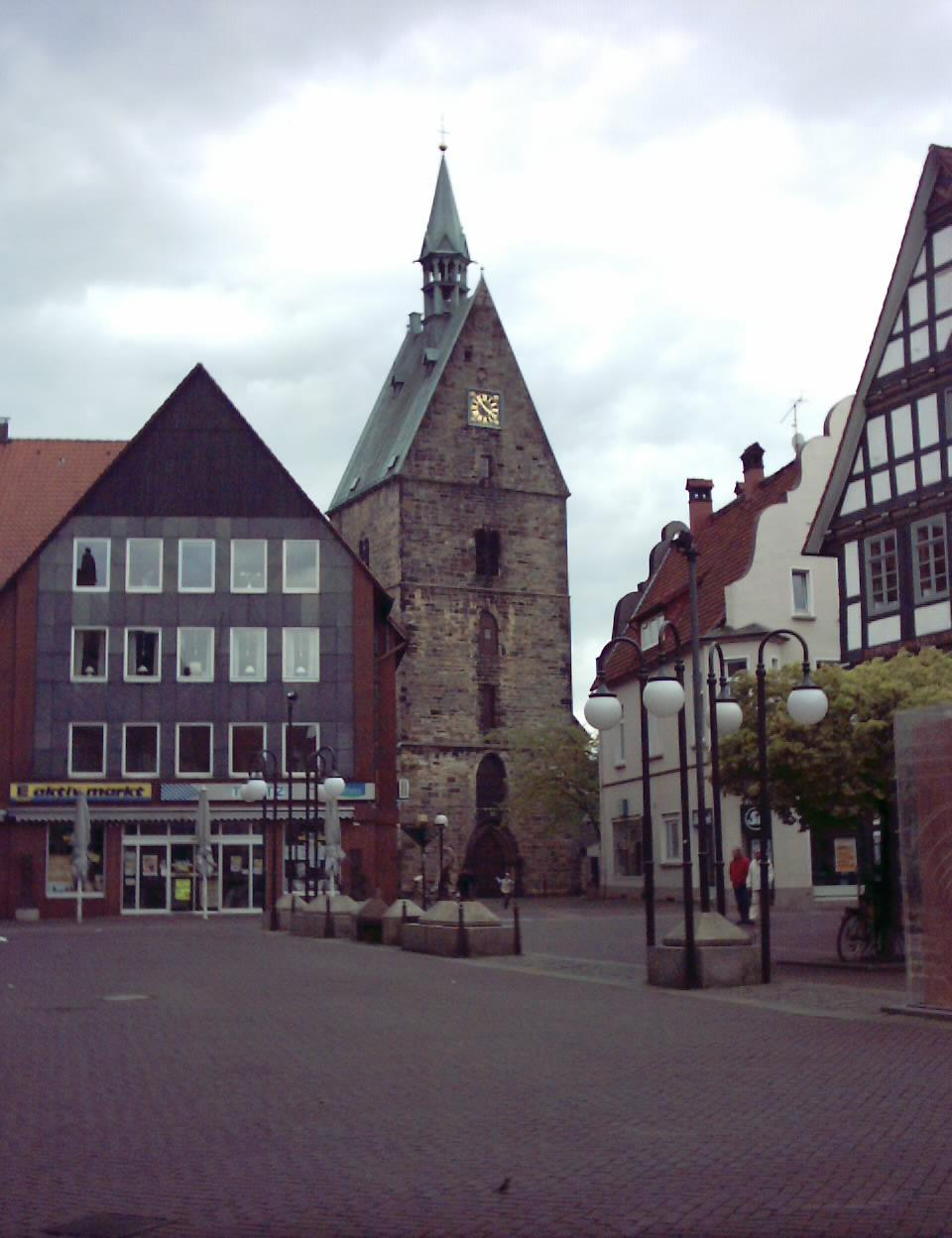
Церковь
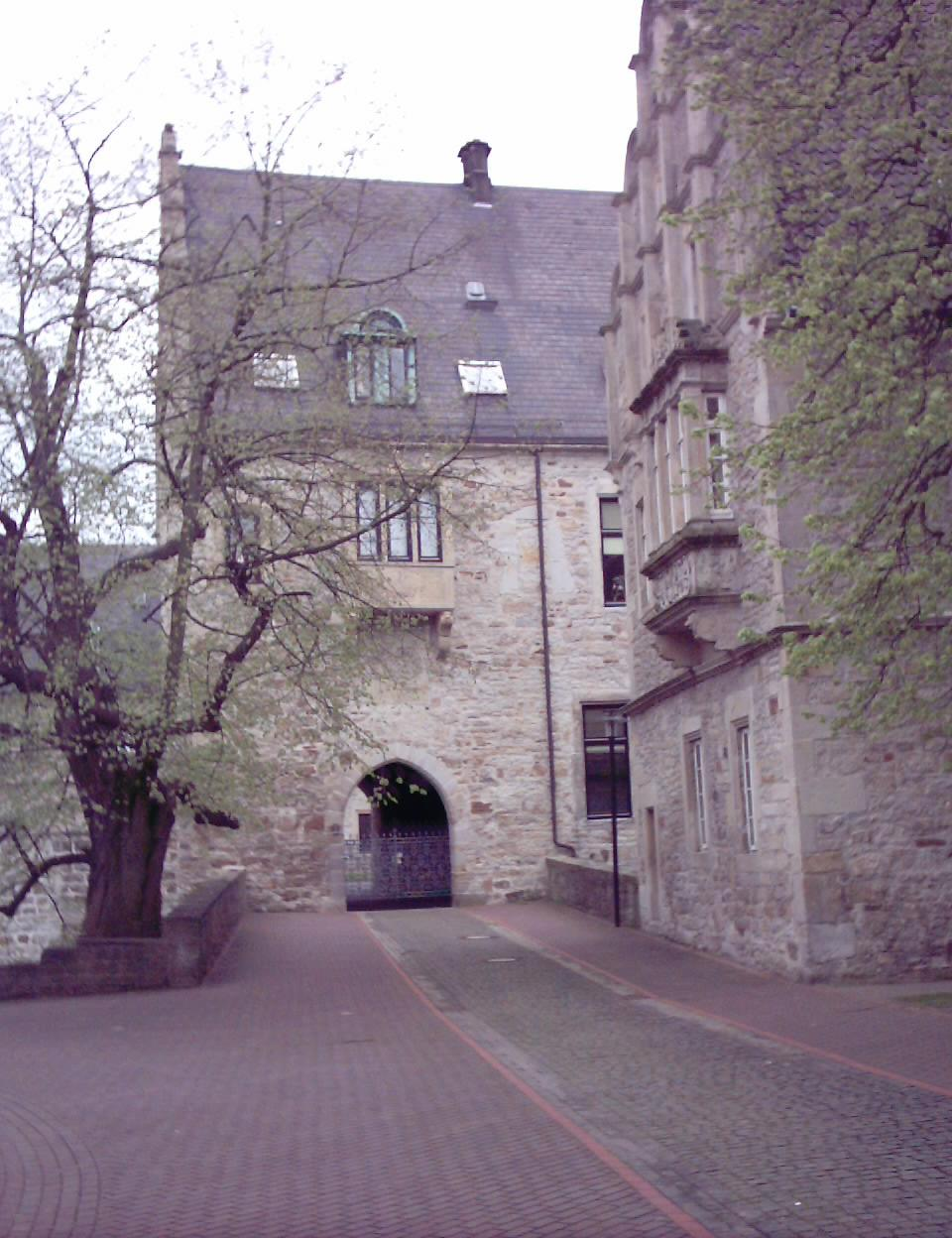
Замок
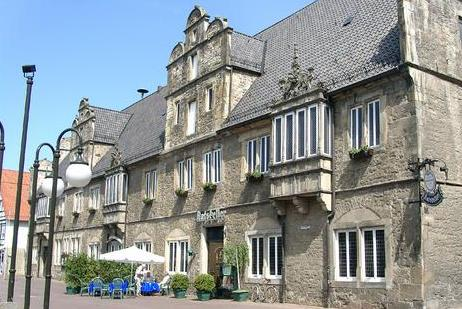
Ратуша
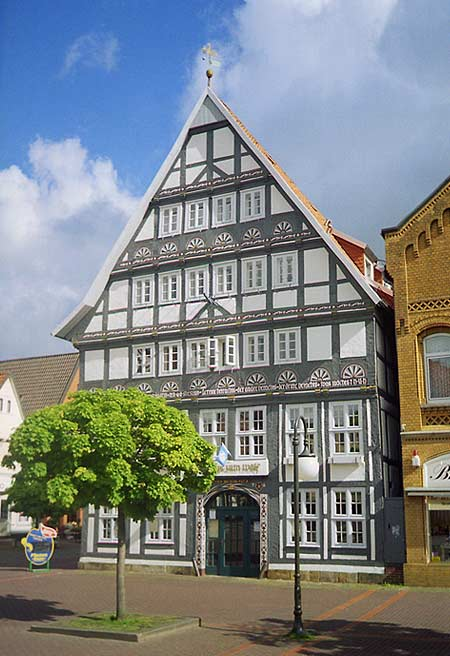
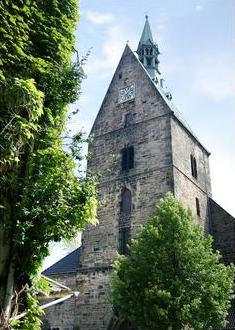
Церковь